# 大日耳曼猶太會堂

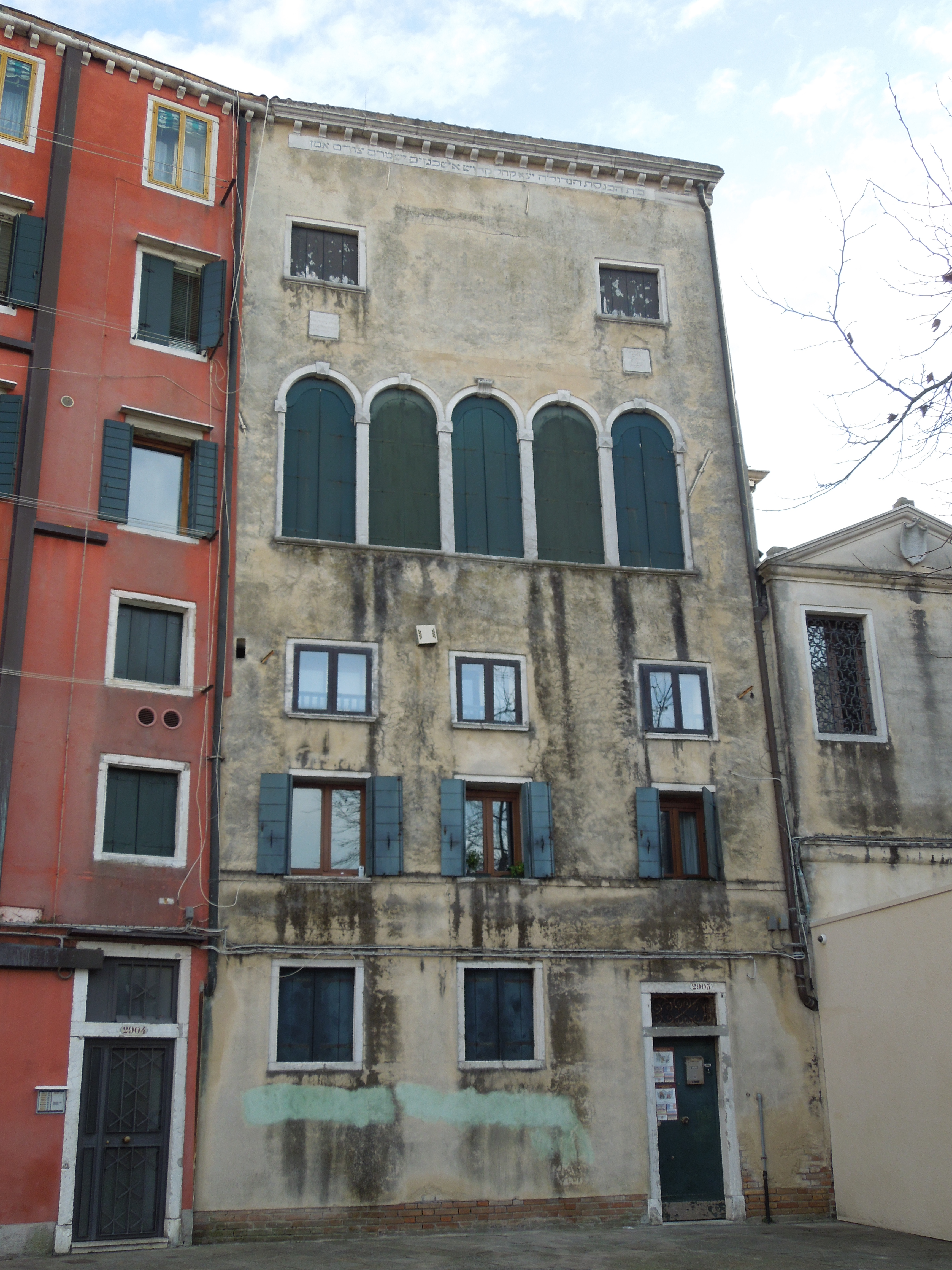
大日耳曼猶太會堂外觀

大日耳曼猶太會堂（義大利語：Scuola Grande Tedesca）是義大利威尼斯的五座猶太會堂之一，位於威尼斯隔都之內，創建於1528年。這座猶太會堂是威尼斯歷史最古老的猶太會堂，最近的一次大規模修復是在2016年至2017年。